# Chloe Carter
Pour les articles homonymes, voir Carter.
Lillian Chloe Carter, née le 21 juin 1903 dans le Tennessee et morte le 28 octobre 1993 à Los Angeles, est une danseuse de music-hall, showgirl américaine, connue aussi par son nom de scène Cleo Cullen ou encore Cleo Rubenstein avant son divorce,.

## Biographie
Au début des années 1920, elle s'installe à New York et commence à danser dans les Ziegfeld Follies avec pour nom de scène Cleo Cullen. Elle apparait dans de nombreux spectacles de Broadway, notamment She's My Baby en 1928, Lady Fingers, Treasure Girl et Show Girl en 1929. 
Au cours des années suivant sa rencontre avec Jean Acker, Chloé danse dans des comédies musicales telles que The Broadway Melody of 1936 (1935), The Great Ziegfeld (1936), The Wizard of Oz (1939). Elle travaille aussi occasionnellement comme figurante au cinéma et des petits rôles dans des films tels que The Girl Friend (1935), San Francisco  (1936), Vogues of 1938 (1937), My Favorite Wife (1940) et  Spellbound (1945). Chloe Carter est également esthéticienne.  
Chloe et Jean achètent une maison à Fox Hills Drive, à côté des studios de la 20th Century Fox, à Los Angeles. Elles louent une partie de la maison à Patricia Neal de1948 à 1952. Elles deviennent amies et confidentes. Patricia les présente à son amant, l'acteur Gary Cooper, déjà marié. Elles sont les seules à connaître leur relation. Chloe et Jean soutiennent Patricia lors de son avortement lorsqu'elle est tombée enceinte de Gary et lorsqu'il la quitte,.
Elles louent ensuite à Lex Barker.
Après le décès de Jean, Chloé continue à vivre à Los Angeles. Le 28 octobre 1993, elle meurt à l'âge de quatre-vingt-dix ans. Elle est enterrée à côté de Jean au Holy Cross Cemetery de Culver City, en Californie.

## Vie privée
Le 9 septembre 1930, Chloe Carter épouse l'auteur-compositeur Harry Rubenstein (Ruby). Le couple emménage à Beverly Hills. En 1933, elle rencontre l'actrice Jean Acker. Les deux femmes tombent amoureuses. Aidée par le témoignage de Jean, elle demande et obtient le divorce en janvier 1934. Chloé reçoit 6 000 $.   
Chloe Carter et Jean Acker sont restées amantes jusqu'à la mort de Jean en 1978.